# Irina Popow
Irina Popow (* 10. September 1967 in Neubrandenburg) ist eine deutsche Fernsehregisseurin sowie ehemalige Hörspiel- und Synchronsprecherin.

## Leben
Popow wuchs in der ehemaligen Deutschen Demokratischen Republik (DDR) auf.
Von 1978 bis 1987 war sie als Mitglied des Kindersprechensembles des DDR-Rundfunks für rund 90 Produktionen als Hörspielsprecherin tätig. Von 1985 bis 1987 arbeitete sie zudem als Synchronsprecherin. Sie synchronisierte zum Beispiel den Zwilling Karoline in So ein Struwwelpeter von Hansgeorg Stengel.
Nach zwei Jahren Schauspielstudium begann sie beim Film und Fernsehen zu arbeiten. Seit 1987 führt sie Regiearbeiten durch, zunächst bis 1999 als Regieassistentin für Serienepisoden von Die gläserne Fackel (1989), Der Staatsanwalt hat das Wort (1990), Polizeiruf 110 (1993) und Mama ist unmöglich (1997) sowie für den Fernsehfilm Der Rest, der bleibt (1991). Seit 1991 arbeitet sie als freie Regisseurin. Bei ihrer 13-teiligen Fernsehserie Magna Aura – Die versunkene Stadt mit Gunter Schoß in der Hauptrolle führte sie auch die Dialogregie. Die Regisseurin Sarina Hassine drehte den Making-of-Kurzfilm zur Produktion.
Popow war 2013 Referentin bei den Filmmusiktagen Sachsen-Anhalt.

## Filmografie (Auswahl)
- 2002: Die Strandclique (Episoden Moses, Der Schweiger, Hals über Kopf und Krieg und Frieden)
- 2003: In aller Freundschaft (Episoden Ich will dich nicht verlieren, Spurensuche und E-Mail für dich)
- 2005–2006: Wege zum Glück (15 Episoden)
- 2006: Unsere Zehn Gebote (Episoden Gebot 3 – Du sollst den Feiertag heiligen und Gebot 6 – Du sollst nicht ehebrechen)
- 2008: Ein Engel für alle (sechs Episoden)
- 2009: Magna Aura – Die versunkene Stadt (alle 13 Episoden)
- 2012–2015: Verbotene Liebe (rund 20 Episoden)
- 2013: Die kleine Meerjungfrau
- 2022: Lena Lorenz (zwei Episoden)
- 2024: Blutige Anfänger (Fernsehserie)

## Auszeichnungen
- 2006: Erich Kästner-Fernsehpreis für Du sollst nicht ehebrechen aus der Reihe Unsere zehn Gebote
- 2007: Grand Prix – Golden Chest für Magna Aura – Die versunkene Stadt, Plowdiw, Bulgarien
- 2010: Goldener Spatz – Preis der Kinderjury für Schloss Einstein: Folge 581